# 대한민국 환경부

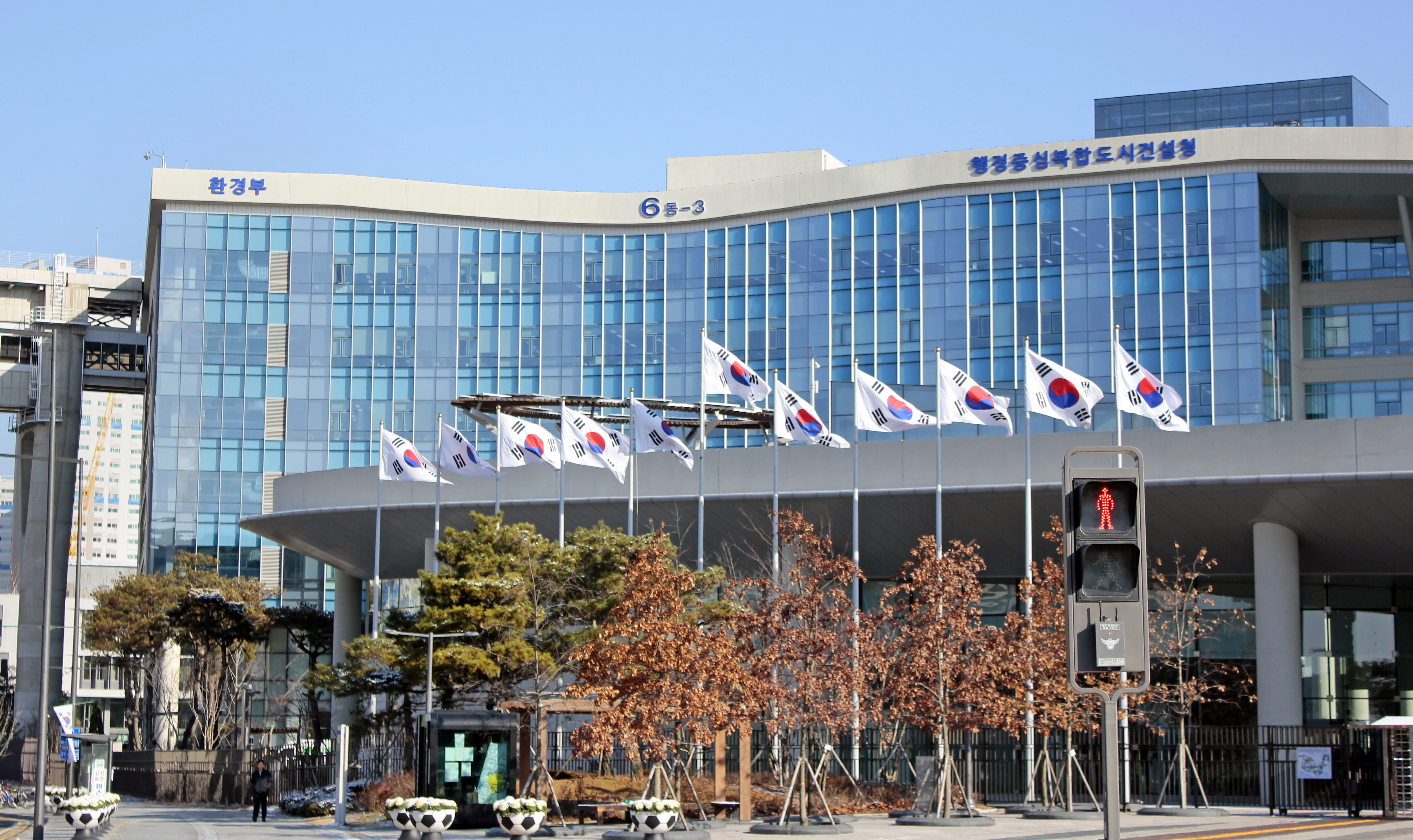
환경부 청사

환경부(環境部)는 자연환경, 생활환경의 보전, 환경오염방지, 수자원의 보전·이용·개발 및 하천에 관한 사무를 관장하는 대한민국의 중앙행정기관이다. 장관은 국무위원으로, 차관은 정무직공무원으로 보한다.

## 소관 사무
- 자연환경·생활환경의 보전에 관한 사무
- 환경오염방지에 관한 사무
- 수자원의 보전·이용·개발 및 하천에 관한 사무

## 역사
6.25 전쟁 이후 대한민국은 파괴된 산업을 복구하고 국민들이 먹고 살 수 있게 하기 위해 경제 부흥이 무엇보다 중요했다. 그렇다 보니 1950년대에는 공해와 같은 환경 문제가 경시되었다. 하지만 1960년대로 들어서면서 공해 문제 해결을 촉구하는 목소리가 높아지기 시작했다. 《동아일보》는 1963년 10월 기사를 통해 전염병이나 천재지변보다 일상에서 경시하던 공해가 시민의 건강을 위협한다고 보도했다. 정부도 위험성을 인식하여 같은 해에 「공해방지법」을 제정하여 대기 오염, 하천 오염, 소음 또는 진동 등으로 인한 보건위생 상의 위해를 방지하여 국민 보건 향상을 기하고자 했다. 정부 조직에도 이를 반영해 1967년 보건사회부 보건국 위생과를 환경위생과로 확대하고 산하에 공해방지계를 두도록 했다. 1970년에는 보건국의 사무 중 위생에 관한 사무를 분리해 위생관리관실을 신설하고 환경위생과 공해 문제를 전담하게 했다.
하지만 경제 개발 5개년 계획이라는 미명하에 공해 정책은 설 자리가 없었다. 1970년 보건사회부는 공해 방지 사업 예산으로 8,700만 원을 요청했으나 반영된 건 1,100만 원뿐이었다. 예산 정책을 담당하는 경제기획원은 공해 방지보다 경제 개발이 더 시급하다며 공해 방지 관련 예산을 깎지 않을 수 없다고 주장했다. 상공부와 농림부도 국가산업을 보호한다는 명분으로 보건사회부의 조업정지명령을 승인하지 않고 서울특별시청도 환경과가 규제를 시도하면 공업과가 이를 막아서는 등 공해 대책을 두고 갈등이 이어졌다. 이후 1973년 3월 위생관리관실을 위생국으로 개편하고 공해 방지에 관한 종합 계획을 수립하기 위한 공해과를 신설하면서 처음으로 환경 관련 전담 부서가 탄생했다. 1975년 8월에는 위생국을 환경위생국으로 개편하고 공해과를 대기보전과와 수질보전과로 나누어 전문성을 갖추도록 했으며 1977년 3월 두 과를 위생국에서 분리해 환경관리관실을 구성했다.
그러나 공해 대책은 여전히 나아지지 않았고 이에 보건사회부는 환경청을 독립시켜 공해 문제를 전담하는 방안을 검토하기 시작했다. 1971년 9월 일본 정부가 환경청을 신설하자 한국에서도 관련 문제가 논의되었지만 오랫동안 지지부진했다. 그러다가 1979년 박정희의 지시를 계기로 급물살을 탔고 1980년 1월 환경관리관실이 보건사회부의 외청인 환경청으로 독립하게 되었다. 이로써 각 부처에 분산되어 있던 환경 보전에 관한 정책 입안, 지도 감독 및 단속 업무 등이 환경청으로 일원화됐다.
그럼에도 불구하고 공해 관리 관할이 여전히 나뉘어져 있어 환경청이 할 수 있는 일이 많지 않다는 비판이 제기되었다. 방사능 오염은 과학기술처가, 중금속 중독 등 직업병은 노동부가, 해양오염은 치안본부가 담당하는 식이었으며 상수도의 경우 댐 관리는 건설부가, 상수원 수질 기준 감독은 환경청이, 상수도 관리는 지방자치단체가, 물의 수질 관리는 보건사회부가 담당하도록 하여 업무에 차질이 많았다. 이에 환경청을 총리 직속 환경처로 격상시키는 문제가 대두되었다. 이후 환경처 격상은 1990년 1월 실현되었지만 14개 부처에 분산돼 있는 환경보전업무의 일원화에 대해 다른 부처들이 비협조적으로 나오는 등 승격이 유명무실하다는 지적이 나왔다. 김영삼이 대통령 취임을 앞둔 1993년에는 환경처를 대통령 직속 환경원으로 승격시키고 수장을 부총리급으로 조정하여 업무를 일원화해야 한다는 주장까지 나왔다.
1991년 낙동강 페놀 오염 사건을 계기로 1994년에 수질관리 일원화 조치가 이루어져 광역상수도와 공업용수를 제외한 상하수도 업무가 건설부에서 환경처로 이관되었고 음용수·광천수·약수 관장 사무가 보건사회부에서 환경처로 넘어오게 되었다. 또한 환경처가 제 목소리를 내지 못하고 일관성이 없다는 점에서 부 승격 주장이 있어 왔는데 같은 해 12월 환경처가 환경부로 승격하게 되었다. 하지만 인력 보강이나 역할 확대가 전혀 이루어지지 않아 '알맹이 없는 부 승격'이라는 비판을 강하게 받았다.
2018년에는 수량은 국토교통부에서, 수질은 환경부에서 관리하고 있던 것을 환경부에서 함께 관리하는 물관리 일원화 정책이 이루어졌다. 다만 광역상수도 사업 인가·댐 건설 지역 내 행위 허가 등과 달리 하천 관리 기능 등은 여전히 국토교통부에 남았다.

### 연혁
- 1967년 2월 1일: 보건사회부 위생국에 환경위생과를 설치하여 공해 문제를 담당하게 함.[16]
- 1970년 1월 5일: 위생관리관실을 신설하고 공해 방지에 관한 사무를 이관.[17]
- 1973년 3월 10일: 위생관리관실을 위생국으로 개편하고 공해 방지에 관한 사무를 공해과로 이관.[18]
- 1975년 8월 20일: 보건사회부 위생국을 환경위생국으로 개편하고 대기보전과와 수질보전과를 설치.[19]
- 1977년 3월 12일: 환경위생국에서 환경에 관한 사무를 분리하여 환경관리관실을 설치.[20]
- 1980년 1월 1일: 환경관리관실을 개편하여 환경청으로 승격.[21]
- 1990년 1월 3일: 환경처로 개편.[22]
- 1994년 12월 23일: 환경부로 개편.[23]
- 2018년 1월 1일: 배출권거래제의 총괄·운영 기능을 환경부로 일원화.[24]
- 2018년 6월 8일: 국토교통부로부터 수자원 보전·이용 및 개발 기능을 이관받음.[25]

### 역대 로고

2006년부터 2016년까지 사용된 환경부 로고

## 조직
| 실·국              | 정책관·심의관실    | 담당관실·과                                                                                |
| 장관 산하 하부조직 | 장관 산하 하부조직 | 장관 산하 하부조직                                                                         |
| ------------------ | ------------------ | ------------------------------------------------------------------------------------------ |
| 대변인실           | 대변인실           | 정책홍보팀ㆍ디지털소통팀                                                                   |
| 감사관실           | 감사관실           | 감사담당관실ㆍ환경조사담당관실                                                             |
| 장관정책보좌관실   |                    |                                                                                            |
| 차관 산하 하부조직 |                    |                                                                                            |
| 기획조정실         | 정책기획관실       | 기획재정담당관실ㆍ혁신행정담당관실ㆍ규제개혁법무담당관실ㆍ정보화담당관실ㆍ비상안전담당관실 |
|                    |                    | 운영지원과                                                                                 |
| 기후탄소정책실     | 기후변화정책관실   | 기후전략과ㆍ기후경제과ㆍ기후적응과ㆍ국제협력과ㆍ기후변화국제협력팀                         |
| 기후탄소정책실     | 녹색전환정책관실   | 녹색전환정책과ㆍ녹색산업혁신과ㆍ녹색기술개발과ㆍ통합허가제도과ㆍ환경교육팀                 |
| 기후탄소정책실     | 대기환경정책관실   | 대기환경정책과ㆍ대기미래전략과ㆍ대기관리과ㆍ교통환경과                                     |
| 물관리정책실       | 물통합정책관실     | 물정책총괄과ㆍ물이용기획과ㆍ토양지하수과                                                   |
| 물관리정책실       | 물환경정책관실     | 물환경정책과ㆍ수질수생태과ㆍ생활하수과                                                     |
| 물관리정책실       | 수자원정책관실     | 수자원정책과ㆍ하천계획과ㆍ수자원관리과ㆍ물산업협력과                                       |
| 자연보전국         | 자연보전국         | 자연생태정책과ㆍ생물다양성과ㆍ자연공원과ㆍ국토환경정책과ㆍ환경영향평가과                   |
| 자원순환국         | 자원순환국         | 자원순환정책과ㆍ폐자원관리과ㆍ생활폐기물과ㆍ자원재활용과ㆍ폐자원에너지과                   |
| 환경보건국         | 환경보건국         | 환경보건정책과ㆍ환경피해구제과ㆍ생활환경과ㆍ화학물질정책과ㆍ화학제품관리과ㆍ화학안전과     |

### 소속기관
- 장관의 관장 사무를 지원하는 기관
  - 국립환경과학원, 국립환경인재개발원, 온실가스 종합정보센터, 국가미세먼지정보센터, 국립야생동물질병관리원
- 장관의 소관 사무를 분장하는 기관
  - 유역환경청, 지방환경청, 수도권대기환경청, 홍수통제소
- 중앙환경분쟁조정위원회사무국
- 장관의 관장 사무를 지원하는 책임운영기관
  - 국립생물자원관, 화학물질안전원

### 소속 위원회

#### 행정위원회
| 위원회명               | 주관부처 | 설치근거             | 비고 |
| ---------------------- | -------- | -------------------- | ---- |
| 중앙환경분쟁조정위원회 | 환경부   | 환경분쟁조정법 제4조 |      |

#### 자문위원회
| 위원회명                       | 주관부처 | 설치근거                                              | 비고 |
| ------------------------------ | -------- | ----------------------------------------------------- | ---- |
| 국가생물다양성위원회           | 환경부   | 생물다양성보전 및 이용에 관한 법률 시행령 제2조       |      |
| 국가습지심의위원회             | 환경부   | 습지보전법 제5조의2                                   |      |
| 국립공원위원회                 | 환경부   | 자연공원법 제9조                                      |      |
| 국립생태원건립위원회           | 환경부   | 국립생태원 건립위원회 규정                            |      |
| 명세서공개심사위원회           | 환경부   | 저탄소 녹색성장 기본법 제44조                         |      |
| 물재이용정책위원회             | 환경부   | 물의재이용촉진 및 지원에 관한 법률 제7조              |      |
| 배출량인증위원회               | 환경부   | 온실가스배출권의할당 및 거래에 관한 법률 제26조       |      |
| 빛공해방지위원회               | 환경부   | 인공조명에 의한 빛공해방지법 제6조                    |      |
| 석면안전관리위원회             | 환경부   | 석면안전관리법시행령 제3조                            |      |
| 석면피해구제재심사위원회       | 환경부   | 석면피해구제법 제39조                                 |      |
| 수질및수생태계정책심의위원회   | 환경부   | 수질 및 수생태계 보전에 관한 법률 제10조의3           |      |
| 유해화학물질관리위원회         | 환경부   | 유해화학물질관리법 제7조                              |      |
| 중앙환경정책위원회             | 환경부   | 환경정책기본법 제37조                                 |      |
| 지속가능발전위원회             | 환경부   | 지속가능발전법 제15조                                 |      |
| 지질공원위원회                 | 환경부   | 자연공원법 시행령 제27조의4                           |      |
| 할당결정심의위원회             | 환경부   | 온실가스배출권의 할당 및 거래에 관한 법률 시행령 18조 |      |
| 환경교육진흥위원회             | 환경부   | 환경교육진흥법 제7조                                  |      |
| 환경교육프로그램인증심사위원회 | 환경부   | 환경교육진흥법 제14조                                 |      |
| 환경보건위원회                 | 환경부   | 환경보건법 제9조                                      |      |
| 황사대책위원회                 | 환경부   | 대기환경보전법 제14조                                 |      |

## 정원
환경부에 두는 공무원의 정원은 다음과 같다.
| 총계      | 총계                        | 636명 |
| --------- | --------------------------- | ----- |
| 정무직 계 | 정무직 계                   | 2명   |
|           | 장관                        | 1명   |
|           | 차관                        | 1명   |
|           |                             |       |
| 별정직 계 | 별정직 계                   | 4명   |
|           | 고위공무원단                | 1명   |
|           | 3급 상당 이하 5급 상당 이상 | 1명   |
|           | 6급 상당 이하               | 2명   |
|           |                             |       |
| 일반직 계 | 일반직 계                   | 630명 |
|           | 고위공무원단                | 15명  |
|           | 3급 이하 5급 이상           | 292명 |
|           | 6급 이하                    | 304명 |
|           | 전문직공무원                | 17명  |
|           | 전문경력관                  | 2명   |

## 재정
총수입·총지출 기준 2023년 재정 규모는 다음과 같다.
| 구분                        | 세입예산             | 작년 대비 증감 |
| --------------------------- | -------------------- | -------------- |
| 일반회계                    | 52억 7800만 원       | +65.71%        |
| 국가균형발전특별회계        | 17억 4900만 원       | +0%            |
| 농어촌구조개선 특별회계     | 5억 7500만 원        | +15%           |
| 에너지 및 자원사업 특별회계 | 743억 4800만 원      | +480.39%       |
| 환경개선특별회계            | 1조 2547억 8300만 원 | +9.07%         |
| 금강수계관리기금            | 1347억 400만 원      | +2.05%         |
| 낙동강수계관리기금          | 2390억 5400만 원     | -5.33%         |
| 영산강·섬진강수계관리기금   | 980억 4500만 원      | +3.13%         |
| 한강수계관리기금            | 5361억 1200만 원     | +1.09%         |
| 석면피해구제기금            | 224억 4300만 원      | +50.27%        |
|                             |                      |                |
| 합계                        | 2조 3670억 9100만 원 | +7.91%         |

| 구분                        | 구분                        | 구분                      | 세출예산              | 작년 대비 증감 |
| --------------------------- | --------------------------- | ------------------------- | --------------------- | -------------- |
| 일반회계                    | 일반회계                    | 일반회계                  | 1조 5683억 3900만 원  | -3.3%          |
|                             | 자원순환 및 환경경제        | 자원순환 및 환경경제      | 0원                   | -100%          |
|                             | 물류등기타                  | 물류등기타                | 1억 4500만 원         | -99.11%        |
|                             | 수자원                      | 수자원                    | 1조 5681억 9400만 원  | -2.32%         |
| 국가균형발전특별회계        | 국가균형발전특별회계        | 국가균형발전특별회계      | 1조 5328억 7600만 원  | +148.07%       |
|                             | 환경일반                    | 환경일반                  | 2억 300만 원          | +1.5%          |
|                             | 물환경                      | 물환경                    | 1조 4148억 6100만 원  | +134.85%       |
|                             | 자원순환 및 환경경제        | 자원순환 및 환경경제      | 60억 570만 원         | -3.98%         |
|                             | 기후대기 및 환경안전        | 기후대기 및 환경안전      | 1016억 500만 원       | 순증           |
|                             | 자연환경                    | 자연환경                  | 101억 5000만 원       | +13.18%        |
| 농어촌구조개선 특별회계     | 농어촌구조개선 특별회계     | 농어촌구조개선 특별회계   | 401억 1900만 원       | -5.74%         |
|                             | 물환경                      | 물환경                    | 361억 5200만 원       | -5.25%         |
|                             | 자원순환 및 환경경제        | 자원순환 및 환경경제      | 39억 6700만 원        | -10%           |
| 에너지 및 자원사업 특별회계 | 에너지 및 자원사업 특별회계 | 기후대기 및 환경안전      | 3조 1058억 3300만 원  | +8.41%         |
| 환경개선특별회계            | 환경개선특별회계            | 환경개선특별회계          | 5조 3446억 2800만 원  | -16.79%        |
|                             | 환경일반                    | 환경일반                  | 4784억 500만 원       | +2.38%         |
|                             | 물환경                      | 물환경                    | 1조 9467억 3200만 원  | -28.53%        |
|                             | 자원순환 및 환경경제        | 자원순환 및 환경경제      | 1조 256억 1000만 원   | -1.62%         |
|                             | 기후대기 및 환경안전        | 기후대기 및 환경안전      | 9585억 4000만 원      | -29.75%        |
|                             | 자연환경                    | 자연환경                  | 9353억 4100만 원      | +13.43%        |
| 금강수계관리기금            | 금강수계관리기금            | 금강수계관리기금          | 1308억 700만 원       | +3.07%         |
|                             | 환경일반                    | 환경일반                  | 26억 100만 원         | -2.18%         |
|                             | 물환경                      | 물환경                    | 1282억 600만 원       | +3.19%         |
| 낙동강수계관리기금          | 낙동강수계관리기금          | 낙동강수계관리기금        | 2372억 1300만 원      | -2.93%         |
|                             | 환경일반                    | 환경일반                  | 40억 1500만 원        | -3.67%         |
|                             | 물환경                      | 물환경                    | 2331억 9800만 원      | -2.92%         |
| 영산강·섬진강수계관리기금   | 영산강·섬진강수계관리기금   | 영산강·섬진강수계관리기금 | 913억 9600만 원       | +2.53%         |
|                             | 환경일반                    | 환경일반                  | 19억 2600만 원        | +4.16%         |
|                             | 물환경                      | 물환경                    | 894억 7000만 원       | +2.5%          |
| 한강수계관리기금            | 한강수계관리기금            | 한강수계관리기금          | 5640억 3200만 원      | +6.43%         |
|                             | 환경일반                    | 환경일반                  | 97억 6900만 원        | +4.53%         |
|                             | 물환경                      | 물환경                    | 5542억 6300만 원      | +6.46%         |
| 석면피해구제기금            | 석면피해구제기금            | 석면피해구제기금          | 330억 6800만 원       | +39.72%        |
|                             | 환경일반                    | 환경일반                  | 19억 1700만 원        | -0.05%         |
|                             | 기후대기 및 환경안전        | 기후대기 및 환경안전      | 311억 5100만 원       | +43.22%        |
|                             |                             |                           |                       |                |
| 합계                        | 합계                        | 합계                      | 12조 6483억 1100만 원 | +0.51%         |

## 논란

### 물관리 일원화 추진
한국의 수자원 정책에서 수량은 국토교통부가, 수질은 환경부가 맡고 있었는데 이를 환경부로 일원화할 필요가 있다는 주장이 있었다. 문재인 정부 출범 이후 첫 「정부조직법」 개정을 통해 "환경부로 일원화하는 동시에 한강, 낙동강, 영산강, 금강 등 4대강을 유역별로 관리하는 시스템을 마련할 계획"으로 알려졌다. 기존에는 환경부 차관이 위원장을 맡는 수계관리위원회가 4대강 유역별로 수질 관리를, 국토부 중앙하천위원회와 시도별 하천위원회가 수량 관리를 맡아왔는데 수량 관리는 행정구역 단위로 관리 주체가 나뉘어 있어 4대강 유역별로 시행되는 수질 관리와 통합이 어려웠다. 이에 수량 관리도 4대강 유역별 체계로 개편하여 수질과 함께 토합 관리하기로 한 것이다. 전문가와 시민단체도 오랫동안 수량·수질 관리의 일원화를 주장해왔다. 환경부 고위 관계자는 "경제협력개발기구 35개 회원국 중 23개국에서 환경부처가 물관리 업무를 맡고 있다"라며 "물관리 업무가 일원화되면 지속가능한 물관리 패러다임을 만드는 데 큰 도움이 될 것"이라고 밝혔다.
염형철 환경운동연합 사무총장은 물 관련 재원의 일원화도 필요하다는 주장을 하였다. 하천수 사용료는 지방자치단체, 댐용수 사용료는 국토부 산하의 한국수자원공사, 물이용부담금은 환경부 소속 유역환경청에서 맡고 있는데 재원의 관리가 제대로 되지 않아 논란이 끊이지 않고 있다는 것이다. 댐용수 사용료는 댐건설과 유지관리비용의 회수를 위해 관리 책임을 가지는데, 매출 이익이 매년 증가하고 있어 초과수익 논란을 빚고 있다. 물이용부담금도 과다 잉여금이 매년 발생하여 부담금을 낮춰야 한다는 주장이 있으며, 지자체가 걷는 하천수 사용료는 대부분이 면제라는 점에서 유명무실하다는 지적이다. 이에 대한 투명성 부족에 대한 우려도 존재한다. 또한 국토부의 생태하천조성사업·고향의강사업·물순환형하천정비사업·하천개수사업 등은 환경부의 환경하천복원사업과 유사하여 예산중복에 의한 비효율적인 사업 추진이 반복되고 있다. 하천의 개발·보전 간 논리 충돌도 오랫동안 지속되어 온 만큼, 정부가 물관리 일원화를 추진한다면 지금의 물 재원 다원화 상황은 걸림돌이 될 수 있다는 것이다. 염형철 사무총장은 "환경정의와 물이용 효율화를 고려한 물 재원의 재설계가 필요하다"라며 "불평등을 개선하고 원인자와 수혜자의 합리적으로 부담해야 한다"라고 지적했다.
이에 대해 자유한국당 측은 반대를 주장하고 있다. 환경부가 물관리 견제부서인데 집행권한까지 부여하면 남용의 우려가 있다는 것이다. 가뭄과 홍수에 대비한 댐건설이나 하천정비 등 수량관리 기술이 없다는 것도 반대의 이유다. 하지만 2017년 19대 대선에서 '수질 생태 전문기관인 환경부에 물 관리를 일원화하겠다'는 정책 방향을 제시한 적이 있다는 점을 들어, '근거 없는 딴죽걸기'라는 비판이 나왔다. 권한 남용에 대한 우려는 총리실이나 환경부에 규제부서를 신설해 운영하면 되고, 기술이 없다는 주장에 대해서도 수자원공사와 같은 물관리 공기업을 환경부 산하로 이관하므로 문제될 것이 없다는 입장이다. 이에 대해 이상돈 국민의당 의원은 환경부가 4대강 사업을 총괄하면 국회 환경노동위원회도 이것을 전적으로 다루게 되고, 이것이 4대강 사업을 본격적으로 파헤지는 계기가 되지 않을까 걱정이 있는 것이 아니겠냐고 지적했다. 이 의원은 "이미 10여 년 전부터 수량, 수질 행정을 통합해야겠다는 건 상당한 합의를 본 바가 있다"라는 발언도 했다.
물관리 일원화는 문재인 정부의 첫 「정부조직법」 개정에서 가장 큰 문젯거리였는데, 여야 간 합의가 이루어지지 못해 결국 이루어지지 못했다. 제윤경 더불어민주당 원내대변인은 "문재인 정부가 해야할 일이 많기 때문에 더 이상 지체하기 보다는 일단 풀 수 있는 것부터 빨리 처리해나가기로 했다"라며 "물관리 일원화는 추후 다시 추진할 것"이라고 말했다. 하지만 환경부는 물관리 일원화를 계속 추진할 방침으로 알려졌다. 김은경 장관은 지속가능한 통합물관리 비전 포럼의 운영위원장 위촉식을 정부세종청사에서 개최하고 허재영 충남도립대학교 총장을 위촉하는 등 적극적인 움직임을 보였다. 김 장관은 "이제는 물관리 인프라를 통합·조정·관리해야 하는 시기로, 물관리 정책의 개선이 아닌 전환이 필요하다"라고 위촉식에서 발언했다. 민주당도 대통령 100대 과제 중 하나에 포함되어 있는 만큼, 물관리 일원화에 대해 적극적인 협조를 약속했다.
이후 2018년 5월 28일 「정부조직법」 개정안이 국회를 통과하면서 물관리 일원화가 이루어지게 되었다. 「정부조직법」과 관련 직제는 6월 8일 공포되어 시행되었다. 김은경 장관은 수자원이 개발 중심에서 효율적 배분으로 전환되었다며 "물관리정책이 한 단계 발전하여 국민 삶의 질이 더 나아지도록 최선을 다하겠다"라고 밝혔다. 하지만 하천 관리 업무는 여전히 국토부가 담당하도록 조치되면서 일부 환경단체는 "반쪽짜리 일원화"라고 비판했다. 노회찬 정의당 의원도 "물관리 일원화가 아닌 이원화"라고 꼬집었는데 도로와 함께 국토부 지방조직의 핵심을 이루다보니 국토부의 반발을 넘어서지 못했던 것으로 보인다. 환경부는 경제협력개발기구 회원국 중 22개국이 물관리 일원화를 이뤘다면서 "하천 관리도 (궁극적으로는) 일원화해야 중복 투자를 줄일 수 있다"라고 말했다.
한편, 농림축산식품부 농업정책국에서도 농업용수에 관한 사항을 관장(농업기반과 분장 사항)하고 있지만 이는 처음부터 논의의 대상에서 제외되어 있었다.

## 같이 보기
- 외청
  - 기상청
- 환경부 장관
- 환경부 차관
- 대한민국 국가지질공원

### 내용주
1. 1 2  2024년 12월 31일까지 존속하는 한시조직.
2. ↑  2024년 8월 31일까지 존속하는 한시조직.
3. 1 2  개방형 직위.
4. ↑  2명을 두며 1명은 고위공무원단 나등급에 속하는 별정직공무원으로, 나머지 1명은 3급 또는 4급 상당 별정직공무원으로 보한다.
5. ↑  2024년 4월 30일까지 존속하는 한시조직.
6. ↑  한시정원 2명 포함.
7. ↑  한시정원 1명 포함.

### 참조주
1. 1 2  「환경부와 그 소속기관 직제」 별표 3 및 별표 7 및 별표 8제1호·제3호
2. 1 2  기획재정부. “열린재정 > 재정연구분석 > 재정분석통계 > 예산편성현황(총수입)”. 《열린재정》. 2023년 1월 24일에 확인함.
3. 1 2  기획재정부. “열린재정 > 재정연구분석 > 재정분석통계 > 세목 예산편성현황(총지출)”. 《열린재정》. 2023년 1월 24일에 확인함.
4. ↑  권숙표 (1963년 10월 4일). “公害의 原因은 放置돼있다”. 《동아일보》. 2023년 6월 12일에 확인함.
5. ↑  “『좀먹히는健康』의 防牌”. 《동아일보》. 1963년 10월 23일. 2023년 6월 12일에 확인함.
6. ↑  “「經濟開發優先」에 빼앗긴「公害豫算」 고작千萬원”. 《동아일보》. 1970년 10월 14일. 2023년 6월 12일에 확인함.
7. ↑  “公害行政마비”. 《조선일보》. 1972년 10월 4일. 2023년 6월 12일에 확인함.
8. ↑  “제1276호 환경청 현판식 및 자유의날 기념행사”. 《대한뉴스》. 1980년 2월 1일.
9. ↑  “環境廳의 出帆”. 《경향신문》. 1980년 1월 15일. 2023년 6월 12일에 확인함.
10. ↑  조흥섭 (1988년 8월 4일). “공해관리 관할 나뉘어 실효 없다”. 《한겨레》. 2023년 6월 12일에 확인함.
11. ↑  양철훈 기자 (1990년 1월 4일). “환경처 승격, 환경처가 풀어나가야 할 과제”. 《MBC뉴스데스크》.
12. ↑  “환경처「院」승격 검토”. 《경향신문》. 1993년 1월 19일. 2023년 6월 12일에 확인함.
13. ↑  “상하수,음용수 관리 환경처 업무개시”. 《연합뉴스》. 1994년 5월 6일.
14. ↑  신동호 기자 (1994년 12월 10일). “'환경부'겉만 승격 속은 그대로”. 《한겨레》. 2023년 6월 12일에 확인함.
15. 1 2  임재희 기자 (2018년 6월 5일). “물관리 환경부로 일원화… 하천관리기능 국토부 존치”. 《뉴시스》.
16. ↑  대통령령 제2910호
17. ↑  대통령령 제4505호
18. ↑  대통령령 제6539호
19. ↑  대통령령 제7746호
20. ↑  대통령령 제8486호
21. ↑  법률 제3220호
22. ↑  법률 제4183호
23. ↑  법률 제4831호
24. ↑  대통령령 제28562호
25. ↑  법률 제15624호
26. ↑  김범수 기자 (2017년 6월 23일). “4대강 유역별 통합 관리…물관리 일원화 세부계획 마련”. 《연합뉴스》.
27. ↑  이인준 기자 (2017년 7월 10일). “"물관리 재원 일원화 시급…중복되고 실효성 떨어져"”. 《뉴시스》.
28. ↑  심규상 기자 (2017년 6월 22일). “"자유한국당 왜 딴죽거나, '물관리 일원화' 방해 중단해야"”. 《오마이뉴스》.
29. ↑  정진형 기자 (2017년 7월 19일). “이상돈 "한국당, 4대강사업 파헤질까봐 '물관리 일원화' 반대"”. 《뷰스앤뉴스》.
30. ↑  유성운 (2017년 7월 19일). “여야 정부조직법 처리에 사실상 합의…물관리 일원화는 제외”. 《중앙일보》. 2017년 9월 6일에 확인함.
31. ↑  이정은 기자 (2017년 7월 24일). “환경부 '물관리 일원화' 시동”. 《환경일보》.
32. ↑  오경진 기 (2018년 5월 29일). “하천관리는 국토부가… "물관리 일원화는 반쪽짜리"”. 《서울신문》.